# 切薩雷·帕韋斯
切薩雷·帕韋斯（義大利語：Cesare Pavese，1908年9月9日—1950年8月27日）是義大利詩人，小說家，文學評論家和翻譯家。他是20世紀最重要的義大利詩人之一。